# Lazenay
Lazenay är en kommun i departementet Cher i regionen Centre-Val de Loire i de centrala delarna av Frankrike. Kommunen ligger  i kantonen Lury-sur-Arnon som tillhör arrondissementet Vierzon. År 2022 hade Lazenay 282 invånare.

## Befolkningsutveckling
Antalet invånare i kommunen Lazenay
Referens:INSEE